# Real Club de Polo
El Real Club de Polo de Barcelona es uno de los clubs deportivos históricos de la ciudad de Barcelona y de toda España, que destaca en la práctica del polo, la equitación, el tenis, el pádel y el hockey sobre hierba.
Entre muchos otros eventos internacionales, el Real Club de Polo organiza anualmente el Concurso de Saltos Internacional de Barcelona, que acoge la final mundial de la Copa de las Naciones de Saltos, la competición más importante por equipos del calendario internacional.
Otras competiciones que se celebran en el club son los Torneos Internacionales de Hockey Reyes y de la Inmaculada; el Barcelona Polo Challenge - Negrita Cup de Polo; el ITF Seniors Barcelona de Tenis o diversos campeonatos nacionales e internacionales de Pádel.
El Real Club de Polo cuenta actualmente con una masa social de cerca de 11.000 socios, tiene unas instalaciones que abarcan unas 20 hectáreas y está presidido por Curro Espinós de Pascual.

## Secciones
- Polo
- Equitación
- Hockey Hierba
- Tenis
- Pádel

## Historia
El Real Club de Polo de Barcelona se fundó en 1897, para fomentar el juego del polo. Poco tiempo después pasó a denominarse Real Polo Club de Barcelona. En 1907 el hockey hierba empezó a desarrollarse entre algunos socios. En 1908 añadió a su título el de Sociedad Hípica, a raíz de hacerse cargo de la organización del Concurso hípico de Barcelona. En 1911 adquirió unos terrenos en Can Rabia, en la carretera de Sarriá, en donde estableció su sede social e infraestructura deportiva. En 1912 se fusionó con el Barcelona Jockey Club, dando origen a una nueva sociedad denominada Real Polo Jockey Club de Barcelona, Sociedad Hípica. En 1914 se incorporó la sección de tenis, que constituye el cuarto pilar deportivo de la institución. En 1932 el club abandonó las instalaciones de Sarriá y se trasladó a sus actuales terrenos en la Diagonal. Finalmente, en 1939 el club tomó la denominación oficial de Real Club de Polo de Barcelona, vigente en la actualidad. 
Además de la organización anual del Concurso de Saltos Internacional de Barcelona desde 1902, del Torneo Internacional de Hockey de Reyes desde 1949 y del Torneo Internacional de Polo de Barcelona desde 1969, el club ha asumido la organización puntual de importantes eventos deportivos:
- Siete veces sede del Campeonato de España de Tenis, bien sea en su vertiente amateur, profesional u open: 1936, 1948, 1963, 1968, 1970, 1973 y 1983.
- Dos veces sede del Torneo internacional de tenis femenino de Barcelona, puntuable para el circuito WTA: 1994 y 1995.
- Una vez sede de una eliminatoria de la Copa Federación de tenis femenino: 2013.
- Siete veces sede del Campeonato de España absoluto de saltos de obstáculos: 1968, 1974, 1984, 1992, 2002, 2012 y 2013.
- En 1992, con motivo de los Juegos Olímpicos de Barcelona se remodelaron sus instalaciones para acoger las pruebas de Doma clásica y de saltos de obstáculos.
- Cuatro veces sede de la Final de la Copa de las Naciones de saltos de obstáculos, la FEI Furusiyya Nations Cup Jumping Final: 2013, 2014, 2015, 2016.
- Campeonato Mundial de Hockey sobre Hierba Masculino de 1971.
- Tres veces sede de la Copa de Europa de hockey hierba, tanto en categoría femenina como masculina: 1978, 1980 y 2004.
- Copa Intercontinental de hockey hierba masculino de 1985.
- Torneo Preolímpico de hockey hierba masculino de 1996.
- Una vez sede de la "Final Four" de la Liga Nacional de Hockey Hierba: 2014.

## Hockey sobre hierba
Su equipo masculino compite en la División de Honor A de hockey hierba y su filial, el Pedralbes HC, en División de Honor B; y su equipo femenino compite en División de Honor Femenina de hockey hierba.

### Palmarés masculino
- Nacional
  - Campeonato Nacional de Liga (15): 1958, 1959, 1970, 1977, 1978, 1980, 1981, 1982, 2002, 2003, 2008, 2013, 2014, 2015, 2018.
  - Copa de SM el Rey (31): 1916, 1917, 1922, 1924, 1925, 1929, 1941, 1957, 1958, 1959, 1960, 1962, 1964, 1970, 1974, 1976, 1979, 1980, 1981, 1982, 1983, 1989, 1996, 2003, 2008, 2013, 2014, 2016, 2017, 2019, 2020.
- Continental
  - Euroliga (1): 2004

### Palmarés femenino
- Nacional
  - Campeonato Nacional de Liga (10): 1964, 1965, 1972, 1973, 1977, 1978, 1979, 2003, 2006, 2024.
  - Copa de la Reina (5): 2003, 2004, 2005, 2015, 2023.